# Frontière entre le Kazakhstan et l'Ouzbékistan
La frontière entre le Kazakhstan et l'Ouzbékistan est une frontière internationale qui fut établie lors de la dissolution de l’Union soviétique en 1991.

## Caractéristiques
Cette frontière commence à l’ouest à la conjonction de la frontière des deux pays avec celle du Turkménistan et continue vers l’est jusqu’à la triple frontière avec le Kirghizistan.
Entre 2000 et 2008, plusieurs incidents de frontière ont émaillé les relations entre les deux pays. Depuis cette date, les relations semblent s’être apaisées.